# Filiberto Azcuy
Filiberto Azcuy, född den 13 oktober 1972, är en kubansk brottare som tog OS-guld i welterviktsbrottning i den grekisk-romerska klassen 1996 i Atlanta och därefter OS-guld i lättviktsklassen 2000 i Sydney. 